# Salassi

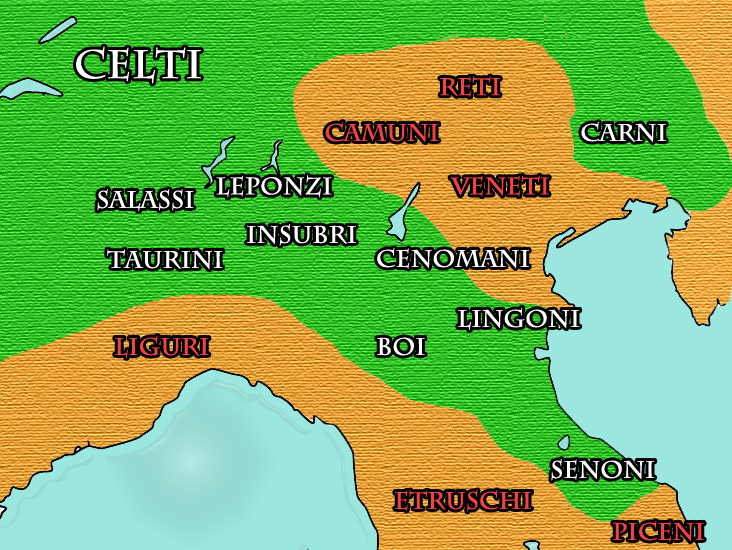
Gallia Cisalpina 391-192 v.Chr.

De Salassi ((fr)  Salasses) waren in de Romeinse oudheid een volk in Gallia transpadana, met name in de Valle d'Aosta en het gehele dal van de rivier de Duria, nu de Dora Baltea, tot hogerop in de Alpen langsheen de (huidige) Grote Sint-Bernhardpas, gelegen in de Penninische Alpen.

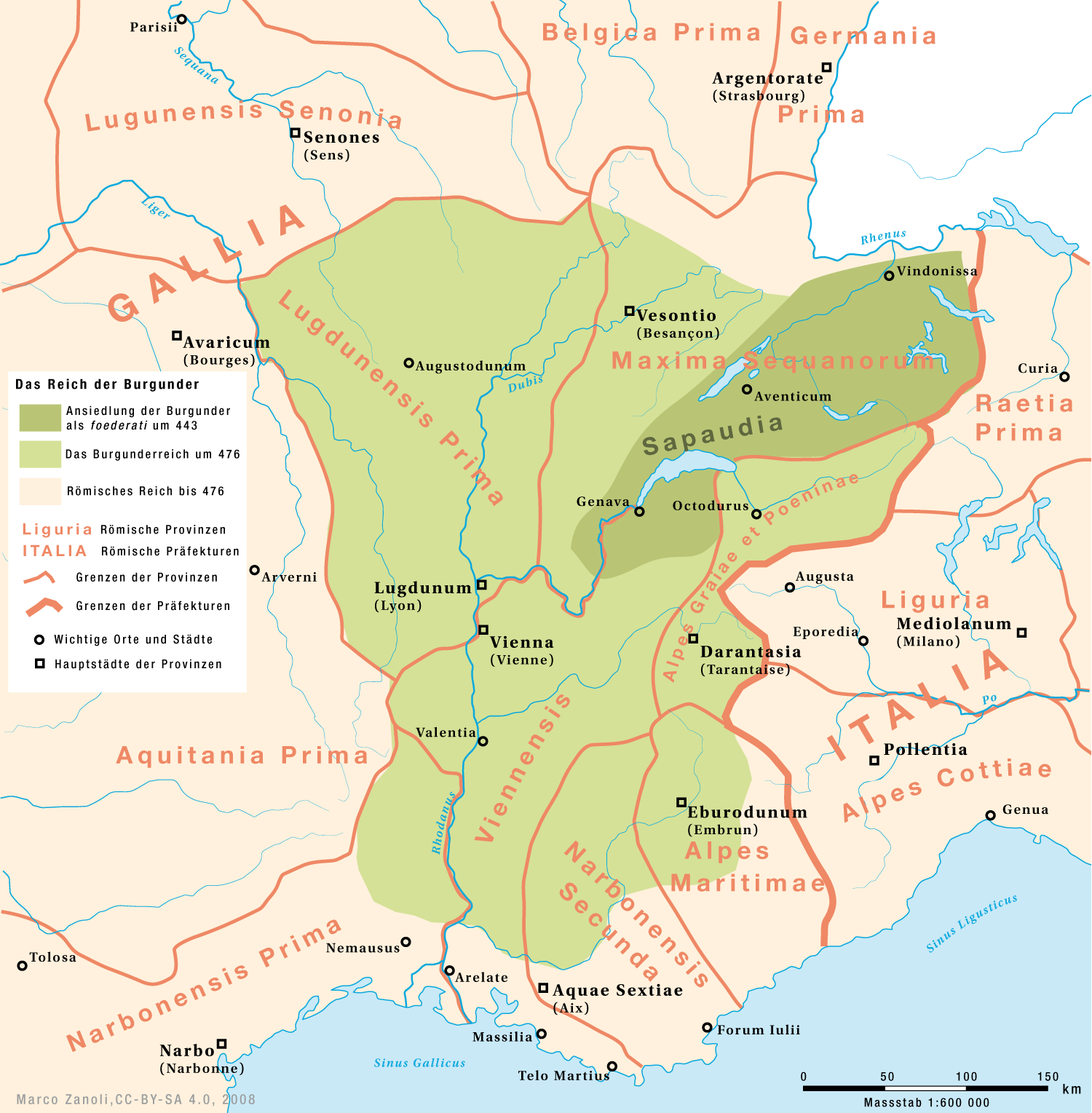
Romeinse keizerlijke provincies zijn hier nog aangegeven na verovering door Bourgondiërs

In 25 v.Chr., onder het keizerschap van Augustus, werd het volk volledig uitgeroeid; vermoedelijk zo'n 36.000 mensen werden gedood, verdreven of als slaven verkocht. In hun gebied kwamen twee Romeinse kolonies: Augusta Praetoria, nu Aosta, en Eporedia, nu Ivrea. Onder het Romeinse Keizerrijk geraakten de Salassi opgesplitst tussen twee provincies: de kleine bergprovincie Alpes Poeninae en Liguria (stroomafwaarts de Duria).
Gallia Cisalpina:
Anares · Beluni · Boii · Carni · Caturiges · Cenomani · Ceutrones · Insubres · Lepontii · Libici · Lingones · Nerusi · Salassi · Segusani · Suetri · Taurini · Vedianti

Gallia Transalpina:
Aedui · Albici · Allobroges · Ambarri · Ambiani · Andecavi · Arecomici · Atrebati · Aulerci Cenomani · Aulerci Diablintes · Aulerci Eburovices · Arverni · Baiocasses · Bellovaci · Bituriges Cubi · Bituriges Vivisci · Cadurci · Caleti · Carnutes · Catalauni · Caturiges · Cavares · Cenomani · Centrones · Cetrones · Commoni · Condrusi · Coriosolitae · Durocasses · Eciates · Eleuteti · Gabali · Garocelli · Geidumni · Grudii · Helvetii · Helvii · Lemovices · Leuci · Levaci · Lexovii · Lingones · Mandubii · Mediomatrici · Medulli · Menapii · Morini · Namnetes · Nantuates · Nerviërs · Nitiobriges · Osismii · Parisii · Petrocorii · Pictones · Pleumoxii · Redones · Remi · Ruteni · Salluviërs · Santones · Segni · Segovellauni · Segusiavi · Senones · Sequani · Silvanectes · Sordones · Suessiones · Tectosages · Tigurini ·  Tougener · Treveri · Tricasses · Tricastini · Turones ·  Veliocasses · Vellavi · Venelli · Veneti · Viducasses · Viromandui · Vocontii · Volcae Arecomici · Volcae Tectosages · Vivisci